# Zhuangtou (socken)
Zhuangtou (kinesiska: 庄头, 庄头乡) är en socken i Kina. Den ligger i provinsen Henan, i den centrala delen av landet, omkring 55 kilometer sydost om provinshuvudstaden Zhengzhou. Antalet invånare är 50 279. Befolkningen består av 24 259 kvinnor och 26 020 män. Barn under 15 år utgör 24,0 %, vuxna 15-64 år 66 %, och äldre över 65 år 8,0 %.
Genomsnittlig årsnederbörd är 737 millimeter. Den regnigaste månaden är juli, med i genomsnitt 173 mm nederbörd, och den torraste är januari, med 3 mm nederbörd.